# Colpo di Stato in Estonia del 1934
Il colpo di Stato in Estonia del 1934 fu un colpo di Stato militare incruento organizzato il 12 marzo 1934 dai candidati ad Anziano di Stato Johan Laidoner, Konstantin Päts, e August Rei, che presero parte alle elezioni presidenziali previste per l'aprile dello stesso anno, durante le quali il tenente generale Laidoner e l'Anziano di Stato ad interim Päts fecero arrestare diversi leader e attivisti Vaps, sostenitori del quarto candidato ad Anziano di Stato Andres Larka. Päts, in violazione della costituzione, nominò Laidoner comandante in capo delle forze di difesa e decretò lo stop al processo elettorale per l'Anziano di Stato e per il Riigikogu.

## Antefatti

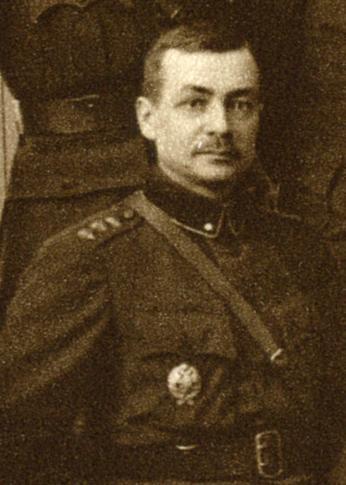
Andres Larka

La Costituzione dell'Estonia del 1920 consentiva ai cittadini di presentare petizioni per modificare le leggi e stabilirne di nuove, simili alla Svizzera. Se almeno 25mila cittadini avessero firmato per sottoporre a referendum un disegno di legge, avrebbe dovuto esserci un referendum e le modifiche, se approvate, avrebbero dovuto essere attuate. Durante gli anni '30, la grande depressione colpì duramente l'Estonia e ne evidenziò nettamente i punti deboli. Durante il 1932-33, il governo dell'Estonia cambiò 5 volte. La maggior parte dei cittadini estoni sentiva la necessità di un potere esecutivo più stabile. Ciò si sperava di ottenerlo stabilendo la carica di presidente che era stata finora assente. Nel 1933, il Movimento Vaps presentò un disegno di legge per modificare la costituzione, che doveva creare la carica di capo di stato con ampi poteri e trasformare l'Estonia in una repubblica presidenziale. Il Riigikogu aveva anche avanzato varie proposte di emendamento alla costituzione, anche se quando arrivarono a un referendum non vennero approvate. Tuttavia, nel referendum del 14-16 ottobre 1933, vennero approvati gli emendamenti alla costituzione elaborati dal movimento Vaps. Dopo l'approvazione del referendum, il quarto governo di Jaan Tõnisson si dimise il 17 ottobre 1933 e Konstantin Päts divenne "primo ministro nel ruolo di capo di stato". La nuova costituzione entrò in vigore il 24 gennaio 1934 e il primo turno delle elezioni per il governatore doveva aver luogo il 22 e 23 aprile 1934. Secondo il nuovo progetto di costituzione, sia il capo dello stato che i 50 membri del Riigikogu avrebbero dovuto essere eletti direttamente dal popolo. La costituzione, approvata a larga maggioranza, conservava tutte le precedenti libertà civili e politiche ed il diritto di petizione.

## La campagna elettorale
La popolarità del Vaps era cresciuta costantemente e a febbraio iniziò una dura campagna elettorale. Vennero nominati quattro candidati: Johan Laidoner, Andres Larka, August Rei e Konstantin Päts. Durante la raccolta delle firme per i candidati alla carica di capo dello Stato, emerse che August Rei era impopolare, ed era possibile che il candidato del Vaps, Andres Larka, potesse aver ottenuto la maggioranza assoluta dei voti al primo turno del elezioni. Durante la campagna elettorale, il movimento Vaps divulgò informazioni sulle attività di Johan Laidoner, che non lo mostrarono in una luce positiva, e prepararono una panoramica delle attività economiche di Päts. Temendo una possibile sconfitta nelle elezioni del Riigikogu e dell'Anziano di Stato annunciate per aprile, Johan Laidoner e Konstantin Päts organizzarono un colpo di stato insieme ad August Rei.
Non si sa quando Päts, Laidoner e Rei abbiano deciso a favore del colpo di stato. Tuttavia, dalla conversazione di Päts con l'ambasciatore britannico Hugh Knatchbull-Hugessen il 28 febbraio 1934, si può concludere che la decisione era già stata presa. I leader del Vaps erano stati avvertiti dell'azione pianificata, ma non si aspettavano che Päts violasse la costituzione ed annullasse le elezioni.

## Il colpo di stato e gli arresti

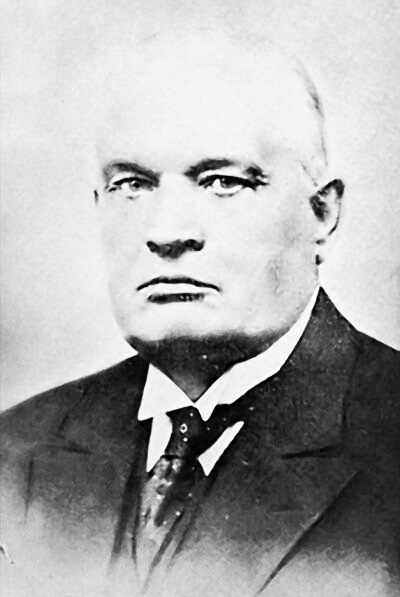
Konstantin Päts nel 1934

Il quotidiano londinese Daily Express pubblicò una descrizione della situazione in prima pagina il 13 marzo 1934, sotto il titolo "Guerra civile in Estonia", affermando che era scoppiata una guerra civile e descriveva una sanguinosa battaglia tra le forze governative e le forze Vaps, che descrivevano come fasciste. Riferì anche che era stata dichiarata la legge marziale e che 150 persone erano state arrestate.
L'ora esatta del colpo di stato venne forse concordata la sera dell'11 marzo durante l'incontro tra Päts, Laidoner e Rei. Nella giornata del 12 marzo, intorno alle ore 14, venne dato l'allarme nella caserma ubicata nel piazzale del Centro Addestramento Interforze di Difesa di Tondi. Circa 400 uomini erano schierati sul campo di addestramento. Il colonnello Aleksander Jaakson, capo delle istituzioni educative, annunciò che stavano andando in missione speciale. Agli uomini vennero distribuite armi e munizioni e le tre compagnie si trasferirono nel centro della città. Gli aspiranti presero il controllo del centro cittadino e di Toompea, e assediarono le residenze dei membri del Vaps nelle vicinanze. Gli agenti della polizia politica arrestarono i presenti. In totale, diverse centinaia di leader e attivisti dei combattenti per la libertà vennero arrestati in tutta l'Estonia.

## L'inizio dell'Era del Silenzio

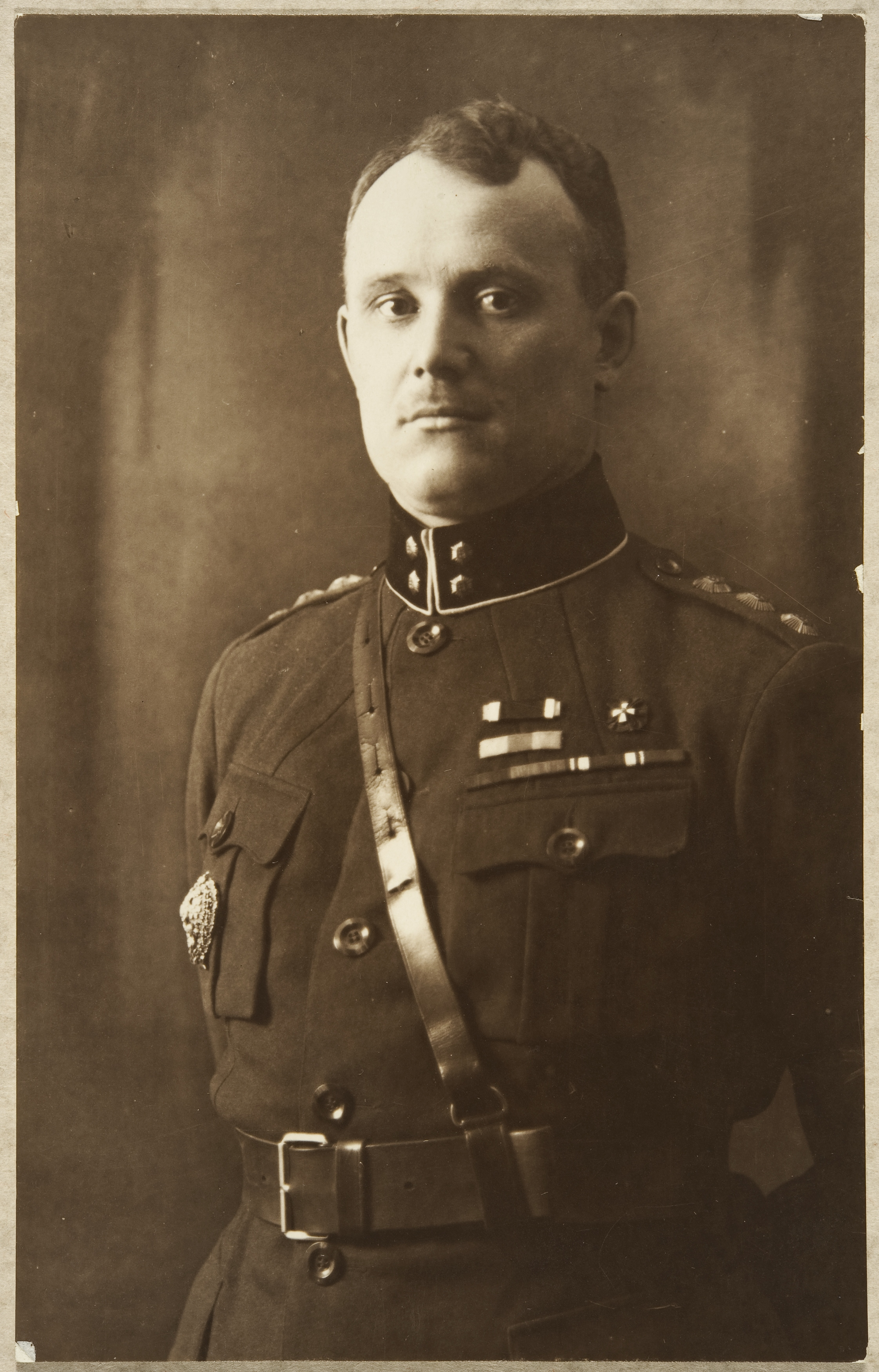
Johan Laidoner, il Comandante in capo delle forze armate estoni.

Con la decisione del primo ministro Konstantin Päts e del ministro della Giustizia e dell'Interno Johan Müller,  alle 17:00 venne istituito uno stato di difesa per sei mesi dell'intero paese, diverse ore dopo l'inizio del colpo di stato, e Johan Laidoner venne nominato comandante in capo delle forze di difesa e comandante della difesa interna. L'Estonia entrò nel periodo del governo autoritario di Konstantin Päts. Laidoner sciolse immediatamente il Movimento Vaps e vietò le riunioni di tutti i privati e delle organizzazioni "sia in stanze chiuse che a cielo aperto" così come le manifestazioni pubbliche. Venne immediatamente vietata la pubblicazione di dieci periodici e revocata la licenza di pubblicazione di tre quotidiani. Queste decisioni erano illegali, poiché Johan Laidoner avrebbe potuto essere nominato legalmente alla posizione solo se fosse stata dichiarata la mobilitazione o fosse scoppiata la guerra.
Alle 22:00 il governo invitò i giornalisti a Toompea per una chiacchierata. Päts affermò che il governo aveva nominato un comandante in capo delle forze di difesa, aggiungendo che la lotta politica sarebbe stata interrotta e a tutti i partiti politici sarebbe stato vietato di partecipare all'agitazione politica. Sarebbero state prese le misure più severe contro gli eventi pericolosi. "Qualsiasi resistenza agli ordini del comandante in capo sarà soppressa con tutta determinazione". Con decreto emanato il 19 marzo, Päts annunciò il rinvio delle elezioni del governatore e del Riigikogu. Questo decreto non era legittimo poiché la Costituzione vietava di modificare la legge elettorale con decreto. Le elezioni in Estonia previste dalla costituzione del 1933 non si svolsero mai e le libertà politiche non vennero ripristinate. Il governo aveva iniziato a eliminare gradualmente il sistema autoritario con due elezioni parlamentari e una presidenziale ma il processo di democratizzazione non fu mai completo a causa dell'occupazione dell'Estonia da parte dell'Unione Sovietica nel 1940.